# BMW Open 2022
BMW Open 2022 là một giải quần vợt nam thi đấu trên mặt sân đất nện ngoài trời. Đây là lần thứ 106 giải đấu được tổ chức và là một phần của ATP Tour 250 trong ATP Tour 2022. Giải đấu diễn ra tại Khu liên hợp MTTC Iphitos ở Munich, Đức, từ ngày 25 tháng 4 đến ngày 1 tháng 5 năm 2022.

## Điểm và tiền thưởng

### Phân phối điểm
| Sự kiện | VĐ  | CK  | BK | TK | Vòng 1/16 | Vòng 1/32 | Q  | Q2 | Q1 |
| Đơn     | 250 | 150 | 90 | 45 | 20        | 0         | 12 | 6  | 0  |
| Đôi     | 250 | 150 | 90 | 45 | 0         | —         | —  | —  | —  |

## Nội dung đơn

### Hạt giống
| Quốc gia | Tay vợt                 | Xếp hạng | Hạt giống |
| -------- | ----------------------- | -------- | --------- |
| GER      | Alexander Zverev        | 3        | 1         |
| NOR      | Casper Ruud             | 7        | 2         |
| USA      | Reilly Opelka           | 17       | 3         |
| GEO      | Nikoloz Basilashvili    | 20       | 4         |
| CHI      | Cristian Garín          | 31       | 5         |
| GBR      | Dan Evans               | 36       | 6         |
| SRB      | Miomir Kecmanović       | 38       | 7         |
| NED      | Botic van de Zandschulp | 41       | 8         |

- Bảng xếp hạng vào ngày 18 tháng 4 năm 2022.[2]

### Vận động viên khác
Đặc cách:
- Philipp Kohlschreiber[2]
- Max Hans Rehberg
- Holger Rune

Vượt qua vòng loại:
- Egor Gerasimov
- Jiří Lehečka
- Yoshihito Nishioka
- Marko Topo

Thua cuộc may mắn:
- Norbert Gombos
- Alejandro Tabilo

### Rút lui
Trước giải đấu
- Alexander Bublik → thay thế bởi  Maxime Cressy
- Márton Fucsovics → thay thế bởi  Norbert Gombos
- Tallon Griekspoor → thay thế bởi  John Millman
- Filip Krajinović → thay thế bởi  Alejandro Tabilo
- Jan-Lennard Struff → thay thế bởi  Emil Ruusuvuori

## Nội dung đôi

### Hạt giống
| Quốc gia | Tay vợt        | Quốc gia | Tay vợt          | Xếp hạng | Hạt giống |
| -------- | -------------- | -------- | ---------------- | -------- | --------- |
| CRO      | Nikola Mektić  | CRO      | Mate Pavić       | 11       | 1         |
| AUS      | John Peers     | SVK      | Filip Polášek    | 24       | 2         |
| GER      | Kevin Krawietz | GER      | Andreas Mies     | 54       | 3         |
| IND      | Rohan Bopanna  | NED      | Matwé Middelkoop | 59       | 4         |

- Bảng xếp hạng vào ngày 18 tháng 4 năm 2022

### Vận động viên khác
Đặc cách:
- Yannick Hanfmann /  Daniel Masur
- Philipp Kohlschreiber /  Max Hans Rehberg

Thay thế:
- Victor Vlad Cornea /  Petros Tsitsipas
- Philip Florig /  Maximilian Homberg

### Rút lui
- Alexander Bublik /  Ilya Ivashka → thay thế bởi  Lloyd Glasspool /  Harri Heliövaara
- Juan Sebastián Cabal /  Robert Farah → thay thế bởi  Daniel Altmaier /  Oscar Otte
- Márton Fucsovics /  Mackenzie McDonald → thay thế bởi  Victor Vlad Cornea /  Petros Tsitsipas
- Sander Gillé /  Joran Vliegen → thay thế bởi  Philip Florig /  Maximilan Homberg
- Roman Jebavý /  Alex Molčan → thay thế bởi  Roman Jebavý /  Andrés Molteni
- Alex de Minaur /  David Vega Hernández → thay thế bởi  Rafael Matos /  David Vega Hernández
- Tim Pütz /  Michael Venus → thay thế bởi  Ivan Sabanov /  Matej Sabanov

## Nhà vô địch

### Đơn
- Holger Rune đánh bại  Botic van de Zandschulp, 3–4, bỏ cuộc

### Đôi
- Kevin Krawietz /  Andreas Mies đánh bại  Rafael Matos /  David Vega Hernández, 4–6, 6–4, [10–7]